# Герб Верхнебуреинского района
Герб Верхнебуреинского района — официальный символ Верхнебуреинского муниципального района Хабаровского края Российской Федерации. Герб утверждён в 2020 году; внесён в Государственный геральдический регистр Российской Федерации под № 12922.

## Описание

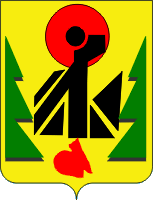
Герб 2003 года.

В золотом поле, с нижними зелёными углами, зазубренными подобно краю еловой кроны, и над расположенным в оконечности промеж них червлёным сидящим обернувшимся соболем, — особая отвлечённая фигура (наподобие циркуля) чёрного цвета, составленная из столба (сопровождаемого слева двумя чёрными прямоугольными неравнобедренными треугольниками, сложенными в гонт, а справа — подобным малым противообращённым треугольником) и примыкающей к нему сверху левой перевязи, смещенной вправо и сопровождаемой сверху нитевидной перевязью, усечённой червлёным шаром, выходящим вправо из-за большей перевязи

## История
В 2003 году распоряжением главы Верхнебуреинского района был объявлен конкурс на лучший эскиз герба района. В конкурсе участвовали только профессиональные художники. Всего на конкурс было представлено десять работ. Лучшим был признан проект герба, разработанный художником-оформителем ООО «Ургалуголь» Ворониным Геннадием Николаевичем. Герб утверждён Решением № 25 Совета депутатов Верхнебуреинского района 11 июля 2003 года. Решение Совета депутатов Верхнебуреинского района от 11.07.2003 № 25 «Об утверждении Положения о гербе Верхнебуреинского района Хабаровского края». Описание и символика герба: «Основа экономики района — добыча угля, поэтому в центре герба на красном фоне графически черным цветом изображена шахта. В верхней части герба изображено солнце — символ Востока, начало нового дня, начало новой жизни для района. Лесная промышленность представлена изображением деревьев (елей) по обеим сторонам герба. Пушной промысел — олицетворяет изображение соболя в нижней части. Желтый фон (знак богатства и благополучия) символизирует добычу золота — важнейшую отрасль экономики Верхнебуреинского района».
Современный герб утверждён решением Собрания депутатов Верхнебуреинского муниципального района от 20 февраля 2020 года № 157.